# Astragalus bossuensis
Astragalus bossuensis är en ärtväxtart som beskrevs av Mikhail Grigoríevič Popov. Astragalus bossuensis ingår i släktet vedlar, och familjen ärtväxter. Inga underarter finns listade i Catalogue of Life.